# جين سكوت (مخرجة)
جين سكوت (بالإنجليزية: Jane Scott)‏ هي منتجة أفلام ومخرجة بريطانية، ولدت في القرن العشرين في إبسوم في المملكة المتحدة.

## وصلات خارجية
- جين سكوت على موقع IMDb (الإنجليزية)
- جين سكوت على موقع ألو سيني (الفرنسية)
- جين سكوت على موقع أول موفي (الإنجليزية)
- جين سكوت على موقع قاعدة بيانات الأفلام السويدية (السويدية)
- جين سكوت على موقع قاعدة بيانات الفيلم (الإنجليزية)
- جين سكوت على موقع كينوبويسك (الروسية)